# 横道誠
横道 誠（よこみち まこと、1979年 - ）は、日本の文学者。専門は文学・当事者研究。京都府立大学文学部准教授。京都大学大学院人間・環境学研究科研究指導認定退学。文学博士（京都大学）。ドイツ文学の研究の傍ら、宗教2世（エホバの証人2世）、発達障害（自閉スペクトラム症、注意欠如・多動症）などの当事者として、数多くの自助グループを運営している。
著書・編著に『みんな水の中：「発達障害」自助グループの文学研究者はどんな世界に棲んでいるか』『唯が行く！：当事者研究とオープンダイアローグ奮闘記』『イスタンブールで青に溺れる：発達障害者の世界周航記』『みんなの宗教2世問題』などがある。

## 略歴
1979年、大阪市生まれ。1997年、大阪府立住吉高校卒業。2002年、京都府立大学文学部文学科卒業。2007年、京都大学大学院 人間・環境学研究科研究指導認定退学。2022年、博士号（文学、京都大学）取得。2016 - 2024年、京都府立大学文学部欧米言語文化学科・准教授（ドイツ言語文化）。2024年 - 、京都府立大学文学部国際文化交流学科・准教授（ドイツ言語文化）。
元々はドイツ文学やヨーロッパ思想、比較文化などの研究者だったが、2019年に40歳で発達障害（自閉スペクトラム症（ASD）と注意欠如・多動症（ADHD））と診断された。その後は、発達障害の「当事者研究」も行うようになった。子どもの頃から変わり者として生きづらさを感じていたが、研究能力に優れていたため、40歳で二次障害のうつ病を発症するまでは診断を受けていなかった。
2020年4月、発達障害者のための自助グループを立ち上げた。同年5月、宗教2世のための自助グループ「宗教2世の会」を立ち上げた。他にも、自身の多様な属性（アダルトチルドレン、LGBTQ+など）に即した自助グループを次々と結成した。自助グループでは、当事者研究やオープンダイアローグ的な対話実践を重ねてきた。
2021年5月、自身を対象とした当事者研究の成果を『みんな水の中――「発達障害」自助グループの文学研究者はどんな世界に棲んでいるか』として出版し、この本で初めてエホバの証人の宗教2世であることを公表した。2021年、NHKが宗教2世の生活や苦悩を取り上げるテレビ番組を複数放映したが、そのひとつの『かんさい熱視線』に当事者かつ自助グループの主宰者として出演した。2022年の著書『唯が行く! ――当事者研究とオープンダイアローグ奮闘記』では、自助グループで行う「オープンダイアローグ的な対話実践」についてまとめた。2022年7月、安倍晋三銃撃事件後に「宗教2世」に注目が集まり、取材や執筆依頼が相次いだ。その後も当事者研究に関する著書を多数執筆している。

## 著書

### 単著
- 『みんな水の中：「発達障害」自助グループの文学研究者はどんな世界に棲んでいるか（シリーズケアをひらく）』（医学書院、2021年4月26日、ISBN: 4260046993）[21][22]
  - 『우리는 물속에 산다（『みんな水の中』の韓国語訳）』전화윤:訳（글항아리、2023年3月）
- 『唯が行く! ：当事者研究とオープンダイアローグ奮闘記』（金剛出版、2022年2月7日、ISBN: 4772418768）
- 『イスタンブールで青に溺れる：発達障害者の世界周航記』（文藝春秋、2022年4月26日、ISBN: 416391532X）
→文庫化『発達障害者が旅をすると世界はどう見えるのか：イスタンブールで青に溺れる』、文春文庫、2025年3月。
- 『発達界隈通信：ぼくたちは障害と脳の多様性を生きてます』（教育評論社、2022年6月27日、ISBN: 4866240628）
- 『ある大学教員の日常と非日常：障害者モード、コロナ禍、ウクライナ侵攻』（晶文社、2022年10月12日、ISBN: 4794973322）[23]
- 『ひとつにならない：発達障害者がセックスについて語ること』（イースト・プレス、2023年1月13日、ISBN: 478162152X）
- 『グリム兄弟とその学問的後継者たち：神話に魂を奪われて』（ミネルヴァ書房、2023年9月、ISBN: 4623095142）
- 『解離と嗜癖：孤独な発達障害者の日本紀行』（教育評論社、2023年9月8日、ISBN: 4866240873）
- 『村上春樹研究：サンプリング、翻訳、アダプテーション、批評、研究の世界文学』（文学通信、2023年9月、ISBN: 4867660183）
- 『発達障害の子の勉強・学校・心のケア：当事者の私がいま伝えたいこと』（大和書房、2023年10月7日、ISBN: 4479785922）
- 『あなたも狂信する：宗教1世と宗教2世の世界に迫る共事者研究』（太田出版、2023年11月28日 、ISBN: 4778318986）[24]
- 『発達障害者は〈擬態〉する：抑圧と生存戦略のカモフラージュ』（明石書店、2024年2月3日、ISBN: 4750357022）
- 『創作者の体感世界：南方熊楠から米津玄師まで』（光文社、2024年2月15日、ISBN: 4334102220）
- 『アダルトチルドレンの教科書：回復のメタメソッド』（晶文社、2024年6月）
- 『なぜスナフキンは旅をし、ミイは他人を気にせず、ムーミン一家は水辺を好むのか』（ホーム社、2024年9月）
- 『「心のない人」は、どうやって人の心を理解しているか：自閉スペクトラム症者の生活史』（亜紀書房、2024年11月22日）
- 『〈逆上がり〉ができない人々：発達性協調運動症（DCD）のディストピア』（明石書店、2024年12月）
- 『もしもこの世に対話がなかったら。：オープンダイアローグ的対話実践を求めて』（KADOKAWA、2025年2月）
- 『レトロな世界に分け入る――そこでは魅力的な店主があなたを待っている』（教育評論社、2025年4月）[25]
- 『京都の人ってなんであんな感じなんですか？』（大和書房、2025年9月）
- 『清明高校の謎を解く！――生徒をリスペクトする学校文化はどのように生まれ、受け継がれているのか』（明石書店、2025年9月）

### 編著
- 『我々の星のハルキ・ムラカミ文学――惑星的思考と日本的思考』小島基洋, 山崎真紀子, 高橋龍夫, 横道誠:編著（彩流社、2022年10月5日、ISBN: 4779128404）
- 『みんなの宗教2世問題』横道誠:編著、島薗進, 信田さよ子, 釈徹宗, 中田考, 沼田和也, 江川紹子, 斎藤環, 鈴木エイト:共著（晶文社、2023年2月2日、ISBN: 4794973535）
- 『信仰から解放されない子どもたち：#宗教2世に信教の自由を』横道誠:編著、ぷるも, まひろ, ヨシ, ちざわりん, 菊池真理子, 末冨芳, 安井飛鳥, 藤倉善郎, 塚田穂高:共著（明石書店、2023年2月13日、ISBN: 475035533X）
- 『ニューロマイノリティ：発達障害の子どもたちを内側から理解する』横道誠, 青山誠:編著、村中直人, すぷりんと, 柏淳, 内藤えん, 繁延あづさ, 志岐靖彦, 汐見稔幸, 小川公代:共著（北大路書房、2024年2月13日、ISBN: 4762832472）
- 『自閉スペクトラム症の私は、いかにこの世界を生きているか』横道誠:編, 石原真衣, 斎藤真理子, 高野秀行, 頭木弘樹, 柴崎友香, 松本俊彦:著（金剛出版、2025年7月）

### 共著（中心的著者として参加）
- 『当事者対決！：心と体でケンカする』頭木弘樹, 横道誠:共著（世界思想社、2023年11月21日、ISBN: 4790717836）
- 『海球小説：次世代の発達障害論 』横道誠, 村中直人:共著（ミネルヴァ書房、2024年1月23日 、ISBN: 4623096998）
- 『ケアする対話：この世界を自由にするポリフォニック・ダイアローグ 』横道誠, 斎藤環, 小川公代, 頭木弘樹, 村上靖彦:共著（金剛出版、2024年3月5日、ISBN: 477242024X）
- 『酒をやめられない文学研究者とタバコをやめられない精神科医が本気で語り明かした依存症の話』松本俊彦, 横道誠、太田出版、2024年9月
- 『「ほどよく」なんて生きられない：宗教2世、発達障害、愛着障害、依存症、セックス、創作活動をめぐる対話』横道誠, 菊池真理子, 二村ヒトシ:著、明石書店、2025年5月[26]
- 『空気が読めない大学教員と自己嫌悪のYouTuberはみずからのコミュニケーション困難にどう向きあってきたか』横道誠, だいまりこ:著（翔泳社、2025年8月）

### 共著（一寄稿者として参加）
- 『18世紀にみる秩序』森貴史:編（日本独文学会、2006年6月）。担当箇所「人の顔を秩序づけること――ラヴァーターの新しい個体観と復活論的「前成説」をめぐって」
- 『ヨーロッパ人相学：顔が語る西洋文化史』浜本隆志, 柏木治, 森貴史:編（白水社、2008年6月）。担当箇所「ラーヴァターの観相学――さまざまな知的伝統との関係」
- 『保守革命をめぐって：ナチとの断絶・ナチへの回収』青地伯水:編（日本独文学会、2008年10月）。担当箇所「ゲオルゲ・クライスの『教養』と『同化』」
- 『サウンド・オブ・ミュージックで学ぶ欧米文化』野口祐子:編（世界思想社、2010年3月、ISBN: 9784790714606）。担当箇所「トラップ合唱団の曲目と『サウンド・オブ・ミュージック』」
- 『グリム童話と表象文化：モティーフ・ジェンダー・ステレオタイプ(野口芳子退職記念論集)』大野寿子:編（勉誠出版、2017年7月）。担当箇所「ふたりのグリム研究者、ハインツ・レレケと野口芳子」 「ロマニストとしてのヤーコプ・グリム：古スペイン語ロマンセへの関心」
- 『はじまりが見える世界の神話』植朗子:編, 阿部海太:挿画（創元社、2018年4月）。担当箇所「宇宙の木と9つの世界――北欧神話」
- 『「神話」を近現代に問う』植朗子, 南郷晃子, 清川祥恵:編（勉誠出版、2018年4月）。担当箇所「神話と学問史――グリム兄弟とボルテ/ポリーフカのメルヒェン注釈」
- 『神話と昔話・その他 GRMC 2020』篠田知和基:編（楽瑯書院、2022年1月）
- 『性愛と暴力の神話学 (神話叢書)』木村武史:編著（晶文社、2022年3月14日、ISBN: 4794973012）。担当箇所「グリム兄弟の仕事――ゲルマン神話とドイツの昔話の暴力と性愛に関して」
- 『人はなぜ神話〈ミュトス〉を語るのか：拡大する世界と〈地〉の物語』清川祥恵, 南郷晃子, 植朗子, 野谷啓二, 上月翔太, 田口武史, 里中俊介, 山下久夫, 斎藤英喜, 藤巻和宏, 鈴木正崇, 平藤喜久子, 横道誠, 庄子大亮, Escalona Victoria, José Luis, 鋤柄史子（文学通信、2022年9月9日、ISBN: 4909658858）。担当箇所「それぞれの神話を生きること――ゲオルグ・フォルスター、アレクサンダー・フォン・フンボルト、エルンスト・ヘッケルの『統一と多様性』の思想」
- 『グリム・メディア・対話：変容し活用されるドイツの民間伝承』（日本独文学会研究叢書151）、野口芳子:編（2022年10月）
- 『文藝春秋オピニオン 2023年の論点100』（文藝春秋、2022年11月7日 、ISBN: 4160070558）
- 『宗教2世』荻上チキ:編著、櫻井義秀, 西田公昭, 鈴木エイト, 横道誠, 斉藤正美, 山口智美, 遠藤まめた, 松岡宗嗣, 富山由紀子, 倉本さおり:共著（太田出版、2022年11月23日、ISBN: 4778318331）。担当箇所「宗教2世を孤立させないために必要なことは？」「宗教2世を描いた作品たち――映像作品編」
- 『Wege der Germanistik in transkultureller Perspektive』 (Akten des XIV. Kongresses der internationalen Vereinigung für Germanisitik Shanghai Bd. 4). Laura Auteri, Natascia Barrale, Ariannna Di Bella, Sabine Hoffmann (Hrsg.). Peter Lang (Frankfurt am Main). 2022 (Dez.)
- 『「助けて」が言えない 子ども編』松本俊彦:編（日本評論社、2023年7月5日、ISBN: 4535564248）。担当箇所「宗教二世として苦しむあなたへ」
- 『9月1日の君へ：明日を迎えるためのメッセージ 』代麻理子:編（教育評論社、2023年8月24日、ISBN: 4866240865）。担当箇所「自助グループのすゝめ」
- 『だから知ってほしい「宗教2世」問題』塚田穂高, 鈴木エイト, 藤倉善郎:編著（筑摩書房、2023年9月1日）。担当箇所「宗教2世のための自助グループ――その実践と課題」
- 『村上春樹における運命』中村三春:監修, 曾秋桂:編（淡江大學出版中心、2021年4月）。担当箇所「村上春樹と筒井康隆――世界的作家の宿命を超えた関係」
- 『なぜ少年は聖剣を手にし、死神は歌い踊るのか――ポップカルチャーと神話を読み解く17の方法』神戸神話・神話学研究会, 植朗子, 清川祥恵, 南郷晃子:編（文学通信、2024年9月）。担当範囲「怪奇マンガ×終末 神話の原初的断片としての怪奇マンガ――ジャンル論的考察」
- 『ドイツ哲学入門』鹿島徹, 川口茂雄, 佐藤慶太, 渡辺和典:編（ミネルヴァ書房、2024年11月）。担当箇所「カネッティ」「シュペングラー」「クルツィウス」「アウエルバッハ」
- 『ナラティヴ・ポリティクスとしての異人論――不寛容時代の〈他者〉をめぐる物語』山泰幸, 西尾哲夫:編（臨川書店、2024年11月）。担当箇所「異人同士のナラティヴ――発達障害の当事者同士が文学について語りあう」

### 雑誌（寄稿、論文）
- 『ユリイカ』、2021年7月臨時増刊号（総特集・安野光雅　1926-2020）、青土社。「安野光雅と再話の実験――アイソーポス、グリム兄弟、アンデルセンの物語より」
- 『臨床精神医学』、第51巻第2号（2022年2月号）、アークメディア。「当事者による症例報告――当事者研究と当事者批評が精神医学を変える可能性」
- 『中央公論』2022年2月号、中央公論新社。[2]。「宗教2世問題とは何か――当事者の立場と、研究者としての立場から」
- 『ユリイカ』2023年7月臨時増刊号（総特集・大江健三郎   1935–2023）、青土社。「脳の多様性から見た大江健三郎作品――当事者批評の実践」
- 『臨床心理学』137号、金剛出版、2023年9月。「脳の多様性を映しだす自己世界――改めてなぜ「みんな水の中」なのか」
- 『世界』2022年12月号、岩波書店。「『宗教2世問題』を理解するための必読書」
- 『現代宗教2024――特集・試される宗教リテラシー』国際宗教研究所、2024年1月。「宗教2世から見た宗教リテラシーの問題」

ほか多数

## 論文
- 横道誠 - researchmap
- 研究業績 - 横道誠の研究室

## 出演
- 「私たち"宗教2世"～見過ごされてきた苦悩～」『かんさい熱視線』（NHK総合、2021年5月28日）。自助グループ主宰者として出演[2]
- 「旧統一教会の“宗教2世”知られざる苦悩」 『NHKニュースおはよう日本』（NHK総合、2022年7月27日）
- 「電話相談もシャットダウン『宗教絡みはおうちでなんとか…』自助グループを立ち上げた元2世信者の研究者」『ABEMA Prime』（ABEMA、2022年8月9日）[5]
- 「今こそ知ってほしい “宗教2世”の苦悩」 『NHKジャーナル』（NHKラジオ第一、2022年8月22日）
- 「シリーズ“#宗教二世”を考える。今、孤立させないために何が必要なのか」 『荻上チキ・Session』 （TBSラジオ、2022年8月23日）
- 「安倍元首相銃撃の波紋 “宗教2世”の苦悩」 『NHKニュースおはよう日本』（NHK総合、2022年8月25日）
- 「宗教2世問題 リアルを描く 独自入手！先行公開！マンガで見る『2世』の苦悩」『情報ライブ ミヤネ屋』（読売テレビ、2022年8月31日）
- 「『宗教2世』の苦悩、見過ごされてきた被害“カルト規制”必要か」『報道ランナー』（関西テレビ、2022年9月8日）
- 「銃撃の波紋」『ジャーナルクロス』（NHKラジオ第1放送、2022年9月23日）
- 「チキラボ調査報告～宗教2世の実態とは」『荻上チキ・Session』（TBSラジオ、2022年11月1日）[27]
- 「宗教2世訴える法整備どうなる」『情報ライブ ミヤネ屋』（読売テレビ、2022年11月2日）
- 「『宗教2世問題』必要な支援は」『視点・論点』（NHK総合、2022年11月14日）[28]
- 「実態 エホバの証人 どんな宗教？ "虐待"も... 元宗教2世が生出演」『報道ランナー』（関西テレビ、2023年2月28日）
- 「メインディッシュ」『大竹まこと ゴールデンラジオ!』（文化放送、2023年3月14日）
- 「『エホバの証人』信者の支援弁護団設立、会見」『荻上チキ・Session』（TBSラジオ、2023年2月28日）

ほか多数